# Fossa tectònica del Vallès-Penedès
La fossa tectònica del Vallès-Penedès és una fossa tectònica situada al sud-est dels Pirineus, entre la Serralada Litoral i la Serralada Prelitoral, corresponent al tram central de la Depressió Central Catalana. El seu origen es remunta a 30 milions d'anys enrere, quan el continent europeu es va començar a separar en una dorsal, procés que quedà avortat per causes naturals, no sense abans generar, per exemple, la vall del Roine, entre d'altres. En aquest ambient es va generar un dels ecosistemes més rics d'Europa, com és la Depressió Prelitoral Catalana.
La fossa, també coneguda com a falla del Vallès-Penedès consisteix en un conjunt de falles orientades de nord-est a sud-oest, que s'han denominat Falla de Foix i Falla de les Torres. Les alineacions d'aquestes falles i els seus salts marquen les directrius principals del relleu, provocant una sèrie de blocs allargats en direcció nord-est o sud-oest.